# Carina Nordborg
Carina Nordborg, född 1964, är en svensk konstnär. 
Hon har sedan 1996 haft flera utställningar över hela landet. Måleriet är starkt och uttryckfullt, människor språkandes i olika miljöer, som krogen eller sittande i trädgården med en stilla kopp kaffe eller ett glas vin.
Hon vill uttrycka och förmedla det sociala spelet och de sköna stunderna för umgänge och avkoppling i en tid när människan lever ett pressat och stressat liv.
Hennes bilder finns utställda på gallerier i Stockholm, Göteborg, och Malmö.

## Utställningar
- 1996   Sagågalleriet Västerås
- 2005   Sagågalleriet Västerås
- 2006   Stockholms konstsalong
- 2006   Galleri Eos, Stockholm
- 2006   Öland, Södra Möckleby
- 2007   Stockholms konstsalong
- 2007   Galleri Hagman, Stockholm
- 2007   Öland
- 2008   Galleri Nykvarn
- 2008   Stockholms konstsalong
- 2008   Wadköping Örebro
- 2009   Galleri Hagman
- 2009   Hagasalongen
- 2009   Galleri Nykvarn
- 2009   Södra Möckleby, Öland
- 2009   Galleri Skåne, Helsingborg
- 2009   Galleri En trappa ner, Göteborg
- 2010   Galleri Karibakka, Sölvesborg
- 2010   Quality Hotel Globe Stockholm
- 2010   Galleri Nykvarn
- 2010   Ölands museum, Himmelsberga
- 2010   Galleri Rönnqvist och Rönnqvist, Malmö